# دهستان دریجان
دهستان دریجان، یکی از دهستان‌های بخش مرکزی شهرستان بم در استان کرمان ایران است. مرکز این دهستان،
روستای دریجان است.

## جمعیت
بر پایه سرشماری عمومی نفوس و مسکن در سال ۱۳۹۵، جمعیت دهستان دریجان برابر با ۸٬۱۸۶ نفر بوده‌است.